# Palanderska gården, Tammerfors
Palanderiska gården ligger mot söder vid Tammerfors Centraltorg, som präglas av hus i jugendstil. Den sex våningar höga byggnaden inrymmer flera butiker och kontor. De tre översta våningarna i byggnaden är till största delen privata bostäder. På översta våningen vettande mot torget torget fanns en ateljé som är en av husets mest kända delar. Flera inhemska och utländska konstnärer har verkat där, de mest kända är Hugo Simberg och Kimmo Kaivanto. Staden Tammerfors förestod länge ateljén.

## Historia
År 1897 köpte Tammerfors stads stadsfiskal och vice häradhövdingen Karl Verner Palander tomten Salutorget 7. Planen var att bygga ett jugendhus. Han anställde Birger Federley som projektarkitekt och Jonas Andersson som byggledare.  Den östra delen av huset stod färdig 1901. Inspirerad av världsutställningen i Paris 1900 ville Palander ändra ritningarna och han beställde nya ritningar för den ännu ofullbordade västra sidan av Henrik Viktor (Vihtori) Heikkilä. Federley blev missnöjd och lämnade in en stämningsansökan för icke auktoriserad ändringar av ritningarna. Den västra delen längs Aleksis Kivis gata stod färdig fyra år senare.
Palander bodde själv i huset fram till sin död år 1922. Då övertogs gården av Finlands Bank. I samband med köpet ändrades huset för kontorsbruk. Dessutom förnyades huvuddörren i 1920-talsstil. Länge låg bankens kontor på bottenvåningen. Byggnaden kallades även Finlands banks hus. Idag äger Finlands Bank inte längre gården varför det gamla namnet Palanderska gården började användas på nytt efter renoveringen i början av 2000-talet.
Enligt detaljplanen från 1938 skulle huset rivas. Planerna förverkligades dock inte när andra världskriget bröt ut. Byggnaden skyddades av en ny detaljplan från 1996. 